# マクドナルド・オール・アメリカン
マクドナルド・オールアメリカン(ゲーム)(McDonald's All-American Game) は、アメリカ合衆国とカナダのハイスクールを卒業した男子、女子のバスケットボール選手を選抜し毎年行われるオールスターイベントである。男女各1試合、東西対抗形式のエキシビションゲームが行われる。男子は1978年から、女子は2002年から毎年開催されている。男子では、スラムダンク、スリーポイント、スキル・チャレンジ、の各コンテストも行われる。
マクドナルド・オールアメリカン・チームの選抜は1977年に初めて行われ、この年はワシントンD.C.選抜チームと対戦した。翌年から東西対抗のフォーマットが開始され、2002年からは女子の選抜ゲームも始まり、ダブルヘッダー開催となった。
マクドナルド・オールアメリカンは、アメリカのハイスクール選抜チームにおいて、最も有名である。選抜された選手の多くは、カレッジバスケットボール有力校へ進学する。1978年以降、NCAAチャンピオンとなったカレッジは、2002年のメリーランド大学テラピンズと、2014年のコネチカット大学ハスキーズを除き、少なくとも1人のマクドナルド・オールアメリカン選抜選手がロースタに入っている。
チームのスポンサーはファーストフードチェーンのマクドナルドが務めている。

## オールアメリカンの偉大な35プレーヤー
2012年1月31日に、35周年記念として、マクドナルド・オールアメリカンの偉大な35プレーヤーが発表された。35名は、マクドナルド・オール・アメリカン・ゲーム選考委員会により、ハイスクールでの成績、オール・アメリカン・ゲームでの活躍や、その後のカレッジやプロでの活躍に基づき選出された。選ばれた偉大なプレーヤーたちは、カレッジ、オリンピック、NBAで活躍した著名選手が多数いる。
- マジック・ジョンソン (1977)
- クラーク・ケロッグ (1979)
- ラルフ・サンプソン (1979)
- アイザイア・トーマス (1979)
- ドミニク・ウィルキンス (1979)
- ジェームズ・ウォージー (1979)
- サム・パーキンス (1980)
- ドック・リバース (1980)
- パトリック・ユーイング (1981)
- マイケル・ジョーダン (1981)
- クリス・マリン (1981)
- ケニー・スミス (1983)
- ダニー・マニング (1984)
- ラリー・ジョンソン (1987)
- クリスチャン・レイトナー (1988)
- アロンゾ・モーニング (1988)
- ロビー・ハーレイ (1989)
- シャキール・オニール (1989)
- グラント・ヒル (1990)
- グレン・ロビンソン (1991)
- ジェイソン・キッド (1992)
- ジェリー・スタックハウス (1993)
- ヴィンス・カーター (1995)
- ケビン・ガーネット (1995)
- ポール・ピアース (1995)
- コービー・ブライアント (1996)
- ジェイ・ウィリアムス (1999)
- カーメロ・アンソニー (2002)
- アマーレ・スタウダマイアー (2002)
- レブロン・ジェームズ (2003)
- クリス・ポール (2003)
- ドワイト・ハワード (2004)
- タイラー・ハンズブロー (2005)
- ケビン・デュラント (2006)
- デリック・ローズ (2007)
- カイリー・アービング(2010)
- アンソニー・デイビス(2011)

## ジョン・ウッデン賞
MVP/MOP(Most Outstanding Player)賞は最も活躍した男女それぞれから選ばれる。公式にはジョン・ウッデン賞と呼ばれている。

### 男子
| 年度    | プレーヤー                       | ハイスクール                                | カレッジ・プロ           |
| ------- | -------------------------------- | ------------------------------------------- | ------------------------ |
| 1979    | ダレン・デイ                     | John F. Kennedy HS (CA)                     | UCLA                     |
| 1980    | ラッセル・クロス                 | Hugh Manley HS (IL)                         | パデュー大学             |
| 1981[a] | エイドリアン・ブランチ           | DeMatha HS (MD)                             | メリーランド大学         |
| 1981[a] | オーブリィ・シェロッド           | Wichita Heights HS (KS)                     | ウィチタ州立大学         |
| 1982    | エフレム・ウィンターズ           | King College Prep High School (IL)          | イリノイ大学             |
| 1983[a] | ウィンストン・ベネット           | Male HS (KY)                                | ケンタッキー大学         |
| 1983[a] | ドウェイン・ワシントン           | Boys and Girls High School (NY)             | シラキュース大学         |
| 1984    | ジョン・ウィリアムズ             | Crenshaw High School (CA)                   | ルイジアナ州立大学       |
| 1985    | ウォーカー・ランビオッテ         | Central HS (VA)                             | ノースカロライナ州立大学 |
| 1986    | J・R・リード                     | Kempsville HS (VA)                          | ノースカロライナ大学     |
| 1987    | マーク・メイコン                 | Buena Vista HS (MI)                         | テンプル大学             |
| 1988[a] | アロンゾ・モーニング             | Indian River HS (VA)                        | ジョージタウン大学       |
| 1988[a] | ビリー・オーウェンス             | Carlisle HS (PA)                            | シラキュース大学         |
| 1989[a] | ボビー・ハーレイ                 | St. Anthony HS (NJ)                         | デューク大学             |
| 1989[a] | シャキール・オニール             | Robert G. Cole HS (TX)                      | ルイジアナ州立大学       |
| 1990    | ショーン・ブラッドリー           | Emery County High School (UT)               | ブリガムヤング大学       |
| 1991[a] | クリス・ウェバー                 | Detroit Country Day School (MI)             | ミシガン大学             |
| 1991[a] | リック・ブランソン               | Salem HS (MA)                               | テンプル大学             |
| 1992    | オセラ・ハリントン               | Murrah HS (MS)                              | ジョージタウン大学       |
| 1993[a] | ジャック・ヴォーン               | John Muir HS (CA)                           | カンザス大学             |
| 1993[a] | ジェリー・スタックハウス         | Oak Hill Academy (VA)                       | ノースカロライナ大学     |
| 1994    | フェリペ・ロペス                 | Rice HS (NY)                                | セントジョンズ大学       |
| 1995    | ケビン・ガーネット               | Farragut Academy HS (IL)                    | Turned pro               |
| 1996    | シャヒーン・ハロウェイ           | St. Patrick HS (NJ)                         | シートンホール大学       |
| 1997    | ケニー・グレゴリー               | Independence HS (OH)                        | カンザス大学             |
| 1998    | ロナルド・カリー                 | Hampton HS (VA)                             | ノースカロライナ大学     |
| 1999    | ジョナサン・ベンダー             | Picayune Memorial HS (MS)                   | 直接NBA入り              |
| 2000    | ザック・ランドルフ               | Marion HS (IN)                              | ミシガン州立大学         |
| 2001    | エディ・カリー                   | Thornwood HS (IL)                           | 直接NBA入り              |
| 2002    | J・J・レディック                 | Cave Spring HS (VA)                         | デューク大学             |
| 2003    | レブロン・ジェームズ             | St. Vincent-St. Mary HS (OH)                | 直接NBA入り              |
| 2004[a] | ドワイト・ハワード               | Southwest Atlanta Christian Academy (GA)    | 直接NBA入り              |
| 2004[a] | J・R・スミス                     | St. Benedict's Preparatory School (NJ)      | 直接NBA入り              |
| 2005    | ジョシュ・マクロバーツ           | Carmel HS (IN)                              | デューク大学             |
| 2006[a] | チェイス・バディンジャー         | La Costa Canyon HS (CA)                     | アリゾナ大学             |
| 2006[a] | ケビン・デュラント               | Montrose Christian School (MD)              | テキサス大学             |
| 2007    | マイケル・ビーズリー             | Notre Dame Prep MA                          | カンザス州立大学         |
| 2008    | タイリーク・エバンス             | American Christian Academy (PA)             | メンフィス大学           |
| 2009    | デリック・フェイバーズ           | South Atlanta HS (GA)                       | ジョージア工科大学       |
| 2010[a] | ハリソン・バーンズ               | Ames HS (IA)                                | ノースカロライナ大学     |
| 2010[a] | ジャレッド・サリンジャー         | Northland HS (OH)                           | オハイオ州立大学         |
| 2011[a] | マイケル・キッド＝ギルクリスト   | St. Patrick HS (NJ)                         | ケンタッキー大学         |
| 2011[a] | ジェームズ・マイケル・マカドゥー | Norfolk Christian (VA)                      | ノースカロライナ大学     |
| 2012    | シャバズ・ムハンマド             | Bishop Gorman HS (NV)                       | UCLA                     |
| 2013    | アーロン・ゴードン               | Archbishop Mitty HS (CA)                    | アリゾナ大学             |
| 2014[a] | ジャーリール・オカフォー         | Whitney Young (IL)                          | デューク大学             |
| 2014[a] | ジャスティン・ジャクソン         | Homeschool Christian Youth Association (TX) | ノースカロライナ大学     |
| 2015    | チェイク・ディアロ               | Our Savior New American School (NY)         | カンザス大学             |

a  Denotes All-Star Games in which joint winners were named

### 女子
| Year    | 選手名                     | 高校                                   | 大学                   |
| ------- | -------------------------- | -------------------------------------- | ---------------------- |
| 2002[a] | Shanna Zolman              | Wawasee High School (IN)               | テネシー大学           |
| 2002[a] | Ann Strother               | Highlands Ranch High School (CO)       | コネチカット大学       |
| 2003    | Katie Gearlds              | Beech Grove High School (IN)           | パデュー大学           |
| 2004    | アレクシス・ホーンバックル | South Charleston High School (WV)      | テネシー大学           |
| 2005    | コートニー・パリス         | Piedmont High School (CA)              | オクラホマ大学         |
| 2006    | Jayne Appel                | Carondelet High School (CA)            | スタンフォード大学     |
| 2007    | ジャスミン・トーマス       | Oakton High School (VA)                | デューク大学           |
| 2008[a] | ニッキ・スピード           | Marlborough School (CA)                | ラトガース大学         |
| 2008[a] | ブルックリン・ポープ       | Paul Laurence Dunbar High School (TX)  | ラトガース大学         |
| 2009[a] | スカイラー・ディギンズ     | South Bend Washington High School (IN) | ノートルダム大学       |
| 2009[a] | Tierra Ruffin-Pratt        | T. C. Williams High School (VA)        | ノースカロライナ大学   |
| 2010[a] | ミーガン・シモンズ         | Byron P. Steele High School (TX)       | テネシー大学           |
| 2010[a] | ナターシャ・ハワード       | Waite High School (OH)                 | フロリダ州立大学       |
| 2011    | エリザベス・ウィリアムズ   | Princess Anne High School (VA)         | デューク大学           |
| 2012    | アレクシス・プリンス       | Edgewater High School (FL)             | ベイラー大学           |
| 2013    | マーセデス・ラッセル       | Springfield High School (OR)           | テネシー大学           |
| 2014    | ブリアナ・ターナー         | Manvel High School (TX)                | ノートルダム大学       |
| 2015    | マリアナ・メイブリー       | Manasquan High School                  | ノートルダム大学       |
| 2015    | Te'a Cooper                | McEachern High School                  | テネシー大学           |
| 2016    | サブリナ・イオネスク       | Miramonte High School                  | オレゴン大学           |
| 2017    | Rellah Boothe              | IMGアカデミー                          | テキサス大学           |
| 2018    |                            |                                        |                        |
| 2019    |                            |                                        |                        |
| 2020    | 新型コロナの影響で中止     | 新型コロナの影響で中止                 | 新型コロナの影響で中止 |
| 2021    | 新型コロナの影響で中止     | 新型コロナの影響で中止                 | 新型コロナの影響で中止 |
| 2022    |                            |                                        |                        |

a  Denotes All-Star Games in which joint winners were named

## モーガン・ウッテン賞
1997年からゲームに先立ち、校内やコート上でのコミュニティ活動によって、モーガン・ウッテン賞が授与されている。

### 受賞者
- 1997: シェーン・バティエ
- 1998: ロナルド・カリー（英語版）
- 1999: ジョナサン・ベンダー
- 2000: クリス・デュホン
- 2001: アーロン・マイルズ（英語版）
- 2002: トリン・フランシス（英語版）
- 2003: レブロン・ジェームズ
- 2004: ドワイト・ハワード
- 2005: ジョシュ・マクロバーツ
- 2006: グレッグ・オデン
- 2007: ケビン・ラブ
- 2008: グレッグ・モンロー
- 2009: デリック・フェイバーズ
- 2010: ハリソン・バーンズ
- 2011: オースティン・リバース
- 2012: シャバズ・ムハンマド
- 2013: ジャバリ・パーカー[9]
- 2014: ジャーリール・オカフォー
- 2015: ベン・シモンズ
- 2016: ロンゾ・ボール
- 2017: ウェンデル・カーター
- 2018: R・J・バレット
- 2019: ジェームズ・ワイズマン
- 2020: エバン・モーブリー
- 2021: チェット・ホルムグレン
- 2022: デレック・ライブリー2世
- 2023: アイザイア・コリアー
- 2024: ディラン・ハーパー
- 2025: キャメロン・ブーザー

## ダンクコンテスト

### 優勝者
- 1987: ジェローム・ハーモン
- 1988: マット・スタイゲンガー
- 1989: ジェームズ・ロビンソン
- 1990: ダリン・ハンコック
- 1991: ジミー・キング
- 1992: カルロス・ストロング
- 1993: ジェリー・スタックハウス
- 1994: リッキー・プライス
- 1995: ヴィンス・カーター
- 1996: レスター・アール
- 1997: バロン・デイヴィス
- 1998: ロナルド・カリー
- 1999: ドネル・ハーヴェイ
- 2000: デショーン・スティーブンソン
- 2001: デビッド・リー
- 2002: カーメロ・アンソニー
- 2003: レブロン・ジェームズ
- 2004: キャンデス・パーカー
- 2005: ジェラルド・グリーン
- 2006: ジェラルド・ヘンダーソン・ジュニア
- 2007: ブレイク・グリフィン
- 2008: デマー・デローザン
- 2009: エイブリー・ブラッドリー
- 2010: ジョシュ・セルビー
- 2011: レブライアン・ナッシュ
- 2012: シャバズ・ムハンマド
- 2013: クリス・ウォーカー
- 2014: グレイソン・アレン
- 2015: ドウェイン・ベーコン
- 2016: フランク・ジャクソン
- 2017: コリン・セクストン
- 2018: ザイオン・ウィリアムソン
- 2019: フランチェスカ・ベリビ
- 2020: 新型コロナの影響で中止
- 2021: 新型コロナの影響で中止
- 2022: アシュリン・ワトキンス

## テレビ中継
- ABC:1989
- CBS:1991,1992,1995-1997
- ESPN:1998-2017
- ESPN2:2018-

## 開催都市
| 年度 | 開催都市                             | 会場                                                     |
| ---- | ------------------------------------ | -------------------------------------------------------- |
| 1978 | フィラデルフィア(PA)                 | スペクトラム                                             |
| 1979 | シャーロット(NC)                     | シャーロット・コロシアム                                 |
| 1980 | オークランド(CA)                     | オークランド・アラメダ・カウンティ・コロシアム・アリーナ |
| 1981 | ウィチタ(KS)                         | レビット・アリーナ                                       |
| 1982 | ローズモント(IL)                     | ローズモント・ホライゾン                                 |
| 1983 | アトランタ(GA)                       | オムニ・コロシアム                                       |
| 1984 | イングルウッド(CA)                   | ポーリー・パビリオン                                     |
| 1985 | ユニバーシティ・パーク(TX)           | ムーディー・コロシアム                                   |
| 1986 | デトロイト(MI)                       | ジョー・ルイス・アリーナ                                 |
| 1987 | フィラデルフィア(PA)                 | スペクトラム                                             |
| 1988 | アルバカーキ(NM)                     | ザ・ピット                                               |
| 1989 | カンザスシティー(MO)                 | ケンパー・アリーナ                                       |
| 1990 | インディアナポリス(IN)               | マーケット・スクエア・アリーナ                           |
| 1991 | スプリングフィールド(MA)             | スプリングフィールド・シビック・センター                 |
| 1992 | アトランタ(GA)                       | アレクサンダー・メモリアル・コロシアム                   |
| 1993 | メンフィス(TN)                       | ミッドサウス・コロシアム                                 |
| 1994 | ユニオンデール(NY)                   | ナッソー・ベテランズ・メモリアル・コロシアム             |
| 1995 | セントルイス(MO)                     | キール・センター                                         |
| 1996 | ピッツバーグ(PA)                     | シビック・アリーナ                                       |
| 1997 | コロラドスプリングス(CO)             | クルネ・アリーナ                                         |
| 1998 | ノーフォーク(VA)                     | ノーフォーク・スコープ                                   |
| 1999 | エイムズ(IA)                         | ヒルトン・コロシアム                                     |
| 2000 | ボストン(MA)                         | フリート・センター                                       |
| 2001 | ダーラム(NC)                         | キャメロン・インドア・スタジアム                         |
| 2002 | マンハッタン(NY)                     | マディソン・スクエア・ガーデン                           |
| 2003 | クリーブランド(OH)                   | ガンド・アリーナ                                         |
| 2004 | オクラホマシティ(OK)                 | フォード・センター                                       |
| 2005 | サウスベンド(IN)                     | ジョイス・センター                                       |
| 2006 | サンディエゴ(CA)                     | コックス・アリーナ                                       |
| 2007 | ルイビル(KY)                         | フリーダム・ホール                                       |
| 2008 | ミルウォーキー(WI)                   | ブラッドリー・センター                                   |
| 2009 | コーラル・ゲイブルス(FL)             | バンク・ユナイテッド・センター                           |
| 2010 | コロンバス(OH)                       | ジェローム・ショッテンスタイン・センター                 |
| 2011 | シカゴ(IL)                           | ユナイテッド・センター                                   |
| 2012 | シカゴ(IL)                           | ユナイテッド・センター                                   |
| 2013 | シカゴ(IL)                           | ユナイテッド・センター                                   |
| 2014 | シカゴ(IL)                           | ユナイテッド・センター                                   |
| 2015 | シカゴ(IL)                           | ユナイテッド・センター                                   |
| 2016 | シカゴ(IL)                           | ユナイテッド・センター                                   |
| 2017 | シカゴ(IL)                           | ユナイテッド・センター                                   |
| 2018 | アトランタ(GA)                       | フィリップス・アリーナ                                   |
| 2019 | アトランタ(GA)                       | ステートファーム・アリーナ                               |
| 2020 | ヒューストン(TX)                     | トヨタセンター                                           |
| 2021 | コロナウイルスの影響により開催中止。 | コロナウイルスの影響により開催中止。                     |
| 2022 | シカゴ(IL)                           | ウィントラスト・アリーナ                                 |
| 2023 | ヒューストン(TX)                     | トヨタセンター                                           |
| 2024 | ヒューストン(TX)                     | トヨタセンター                                           |
| 2025 | ブルックリン(NY)                     | バークレイズ・センター                                   |